# J3 League
La J3 League (J3リーグ J3 Rīgu?), conocida como Meiji Yasuda J3 League por motivos de patrocinio, es la tercera categoría del sistema de ligas de fútbol de Japón. Está organizada desde 2014 por la Liga Japonesa de Fútbol Profesional (J. League).
La competición se desarrolla desde febrero hasta noviembre del año natural, con veinte clubes participantes bajo un sistema de todos contra todos a ida y vuelta. Su primera edición se celebró en 2014 como parte de un plan para impulsar la profesionalización del fútbol japonés, quedando por encima de la semiprofesional Japan Football League (JFL).
Los clubes que aspiren a ascender a la J3 League deben obtener un buen resultado en la JFL y cumplir las condiciones de viabilidad exigidas por la J. League para obtener la licencia profesional.

## Historia
Después de que el fútbol japonés estableciera una máxima categoría profesional —J1 League, 1992— y una segunda división —J2 League, 1999—, la Asociación de Fútbol de Japón diseñó un plan a largo plazo para consolidar la profesionalización de este deporte: a partir de 1999, todos los clubes que quisieran ingresar en la J. League debían cumplir unos requisitos impuestos por la organización, inscribirse como «aspirantes a categoría profesional», y ganarse el ascenso desde la división inferior, la Japan Football League (JFL).
Después de que la J2 League llegase a contar con 22 participantes en 2013, la J. League aprobó la creación de una tercera categoría a partir de 2014, la «J3 League». Esta nueva división relajaba también las condiciones para obtener una licencia profesional. La temporada inaugural de 2014 contó con doce clubes: nueve procedentes de la JFL, un descendido de segunda categoría, un ascendido de divisiones regionales, y una selección japonesa sub-22 para preparar los Juegos Olímpicos de 2016.
En 2016, la selección japonesa dejó la J3 League y la organización permitió que tres clubes profesionales pudiesen inscribir a sus filiales sub-23: Gamba Osaka, Cerezo Osaka y FC Tokyo. Esta situación se mantuvo hasta la retirada de los tres filiales en 2021.
A partir de la temporada 2023 se impuso una eliminatoria de descenso entre los últimos clasificados de la J3 League y los vencedores de la JFL que contasen con licencia profesional. Desde la temporada 2024 ascienden a segunda categoría tres clubes: los dos primeros clasificados, y una plaza extra que sale de un torneo reducido del tercer al sexto clasificado.

## Participantes

### Temporada 2025
| Azul Claro Numazu                           | Numazu           | Estadio Ashitaka                | 5 000  |
| Fukushima United                            | Fukushima        | Estadio Toho                    | 21 000 |
| Gainare Tottori                             | Tottori          | Estadio Axis Bird               | 16 000 |
| FC Gifu                                     | Gifu             | Estadio Gifu Nagaragawa         | 26 000 |
| Giravanz Kitakyushu                         | Kitakyushu       | Mikuni World Kitakyushu         | 15 000 |
| Kagoshima United                            | Kagoshima        | Shiranami Stadium               | 12 606 |
| Kamatamare Sanuki                           | Takamatsu        | Estadio Pikara                  | 30 100 |
| Kochi United                                | Kōchi            | Kochi Haruno Athletic Stadium   | 25 000 |
| Matsumoto Yamaga                            | Matsumoto        | Sunpro Alwin                    | 20 400 |
| Nagano Parceiro                             | Nagano           | Estadio Minami Nagano           | 15 000 |
| Nara Club                                   | Nara             | Rohto Field Nara                | 30 600 |
| FC Osaka                                    | Higashiōsaka     | Estadio Hanazono                | 28 000 |
| FC Ryukyu                                   | Okinawa          | Estadio de Atletismo de Okinawa | 12 000 |
| SC Sagamihara                               | Sagamihara       | Estadio Gion                    | 15 000 |
| Tegevajaro Miyazaki                         | Miyazaki         | Estadio Unilever Shintomi       | 5 000  |
| Tochigi SC                                  | Tochigi          | Kanseki Stadium Tochigi         | 25 244 |
| Tochigi City                                | Tochigi          | Tochigi Football Station        | 5 129  |
| Thespakusatsu Gunma                         | Maebashi (Gunma) | Shoda Shoyu Stadium Gunma       | 15 253 |
| Vanraure Hachinohe                          | Aomori           | Estadio Prifoods                | 5 000  |
| Zweigen Kanazawa                            | Ishikawa         | Estadio Ishikawa Kanazawa       | 20 000 |
| Datos actualizados al 13 de febrero de 2024 |                  |                                 |        |

## Sistema de competición
La J3 League es organizada y regulada por Liga Japonesa de Fútbol Profesional (J. League), cuyos miembros son los clubes participantes. La competición empieza en febrero y termina en noviembre del mismo año.
Los veinte equipos se enfrentan todos contra todos en dos ocasiones —una en campo propio y otra en campo contrario— hasta sumar 38 jornadas. El orden de los encuentros se decide por sorteo antes de empezar la competición.
La clasificación final se establece con arreglo a los puntos totales obtenidos por cada equipo al finalizar el campeonato. Los equipos obtienen tres puntos por cada partido ganado, un punto por cada empate y ningún punto por los partidos perdidos. Si al finalizar el campeonato dos equipos igualan a puntos, los mecanismos para desempatar la clasificación son los siguientes:
1. El que tenga una mayor diferencia entre goles a favor y en contra en todos los encuentros del campeonato.
2. Si persiste el empate, se tiene en cuenta el mayor número de goles anotados.
3. Si continúan empatados, se tienen en cuenta los resultados en los enfrentamientos entre ambos.
4. Si aun así hay empate, se tiene en cuenta los "puntos disciplinarios" (número de tarjetas y expulsiones).

Al término de la temporada, el equipo que más puntos obtenga se proclama campeón de la J3 League y es ascendido, junto con el subcampeón, a J2 League. Desde 2024 también también asciende el ganador de una promoción disputada entre el tercero, cuarto, quinto y sexto clasificados. El sistema es de eliminación directa a partido único con factor de campo, enfrentándose el tercero con el sexto y el cuarto con el quinto; los dos vencedores disputan una final en campo neutral de la que sale el tercer ascendido.

### Promoción
Desde la temporada 2024 hay una promoción de descenso con la Japan Football League (JFL), la categoría semiprofesional, que solo se aplica si el equipo que asciende dispone de licencia profesional, ha quedado en las dos primeras posiciones y es aceptado por la J. League. Solo los dos primeros clasificados de la JFL pueden aspirar a una plaza en J3 League:
1. Si solo el campeón de la JFL tiene licencia profesional, reemplaza directamente al último clasificado de la J3 League.
2. Si solo el subcampeón de la JFL tiene licencia profesional, juega una promoción de ascenso con el último clasificado de la J3 League.
3. Si el campeón y el subcampeón de la JFL tienen licencia profesional, el campeón reemplaza al último clasificado de la J3 League y el subcampeón disputa la promoción de ascenso con el penúltimo.
4. Si el campeón y el subcampeón de la JFL no tienen licencia profesional, los últimos clasificados de la J3 League mantienen su plaza.

Para obtener la licencia profesional, los equipos deben cumplir una serie de requisitos: contar con una estructura profesional asentada, no depender de una empresa, disponer de un estadio con capacidad mínima para 2000 espectadores, demostrar que tiene hinchada en su zona de influencia, y garantizarse el respaldo de la junta directiva de la J. League. En caso de incumplirlos con el paso del tiempo puede perder la licencia. Las condiciones de la J3 League son menos exigentes que las que se aplican a partir de la segunda división.
Desde 2021, los filiales de equipos profesionales no pueden ascender a la J. League.

### Inscripción de futbolistas
La J3 League impone un mínimo de tres futbolistas inscritos con contrato profesional. La Asociación de Fútbol de Japón distingue entre jugadores con contrato profesional, el contrato de «tipo 2» —aplicable a futbolistas universitarios menores de 23 años— y el contrato de «tipo 3» —aplicable a futbolistas juveniles—. Los jugadores que no tienen contrato profesional tienen una limitación salarial.
Desde 2016, los equipos japoneses pueden inscribir hasta cinco extranjeros por plantilla. Durante los partidos solo pueden alinear un máximo de cuatro extranjeros: tres de cualquier país, y una plaza extra para futbolistas de la Confederación Asiática. Están exentos de la norma los países asiáticos que han firmado un convenio de colaboración con la J. League: Birmania, Camboya, Catar, Indonesia, Irán, Malasia, Singapur, Tailandia y Vietnam.

## Historial
| Temporada | Campeón             | Subcampeón           | Ganador Play-off | Notas                                                                   |
| J3 League | J3 League           | J3 League            | J3 League        | J3 League                                                               |
| --------- | ------------------- | -------------------- | ---------------- | ----------------------------------------------------------------------- |
| 2014      | Zweigen Kanazawa    | Nagano Parceiro      | No Disputado     |                                                                         |
| 2015      | Renofa Yamaguchi    | Machida Zelvia       | No Disputado     |                                                                         |
| 2016      | Oita Trinita        | Tochigi S.C.         | No Disputado     |                                                                         |
| 2017      | Blaublitz Akita     | Tochigi S.C.         | No Disputado     | El Blaublitz no ascendió porque no contaba con licencia para J2 League. |
| 2018      | F.C. Ryukyu         | Kagoshima United     | No Disputado     |                                                                         |
| 2019      | Giravanz Kitakyushu | Thespakusatsu Gunma  | No Disputado     |                                                                         |
| 2020      | Blaublitz Akita     | SC Sagamihara        | No Disputado     |                                                                         |
| 2021      | Roasso Kumamoto     | Iwate Grulla Morioka | No Disputado     |                                                                         |
| 2022      | Iwaki FC            | Fujieda MYFC         | No Disputado     |                                                                         |
| 2023      | Ehime FC            | Kagoshima United     | No Disputado     |                                                                         |
| 2024      | Omiya Ardija        | FC Imabari           | Kataller Toyama  |                                                                         |